# Staffordshire
Lo Staffordshire (pronuncia [ˈstæfərdʃɪər] o [ˈstæfərdʃaɪər], abbreviato Staffs), è una contea dell'Inghilterra nella regione delle Midlands Occidentali.

## Geografia fisica
La contea di Staffordshire confina a nord con il Cheshire, a nord-ovest con il Derbyshire, a sud con il Warwickshire, il West Midlands ed il Worcestershire, ad ovest con lo Shropshire.
Il territorio della contea è prevalentemente pianeggiante e ondulato nella parte centrale ed è drenato in buona parte dal fiume Trent che l'attraversa da sud a nord. Nella parte settentrionale è prevalentemente collinoso così come nella parte meridionale interessata dai rilievi collinosi del Cannock Chase. 
Il suolo ha importanti giacimenti di carbone la cui estrazione è stata abbandonata e nella parte meridionale ha giacimenti di ferro.
Il suolo agricolo è argilloso cosicché lo sviluppo agricolo è stato limitato fino all'avvento della meccanizzazione in agricoltura. La città principale è Stoke-on-Trent. Altre città sono Lichfield, Burton upon Trent, Newcastle-under-Lyme, Cannock, Tamworth ed il capoluogo di contea di Stafford.

## Geografia antropica

### Suddivisioni amministrative
La contea di Staffordshire è divisa in otto distretti ammininistrativi:  Cannock Chase, East Staffordshire, Lichfield, 
Newcastle-under-Lyme, South Staffordshire, Borough of Stafford, Staffordshire Moorlands e Tamworth. Stoke-on-Trent costituisce una unitary authority indipendente.

#### Suddivisioni
|  | 1. Tamworth 2. Lichfield 3. Cannock Chase 4. South Staffordshire 5. Stafford 6. Newcastle-under-Lyme 7. Staffordshire Moorlands 8. East Staffordshire 9. Stoke-on-Trent (autorità unitaria) |

## Monumenti e luoghi d'interesse

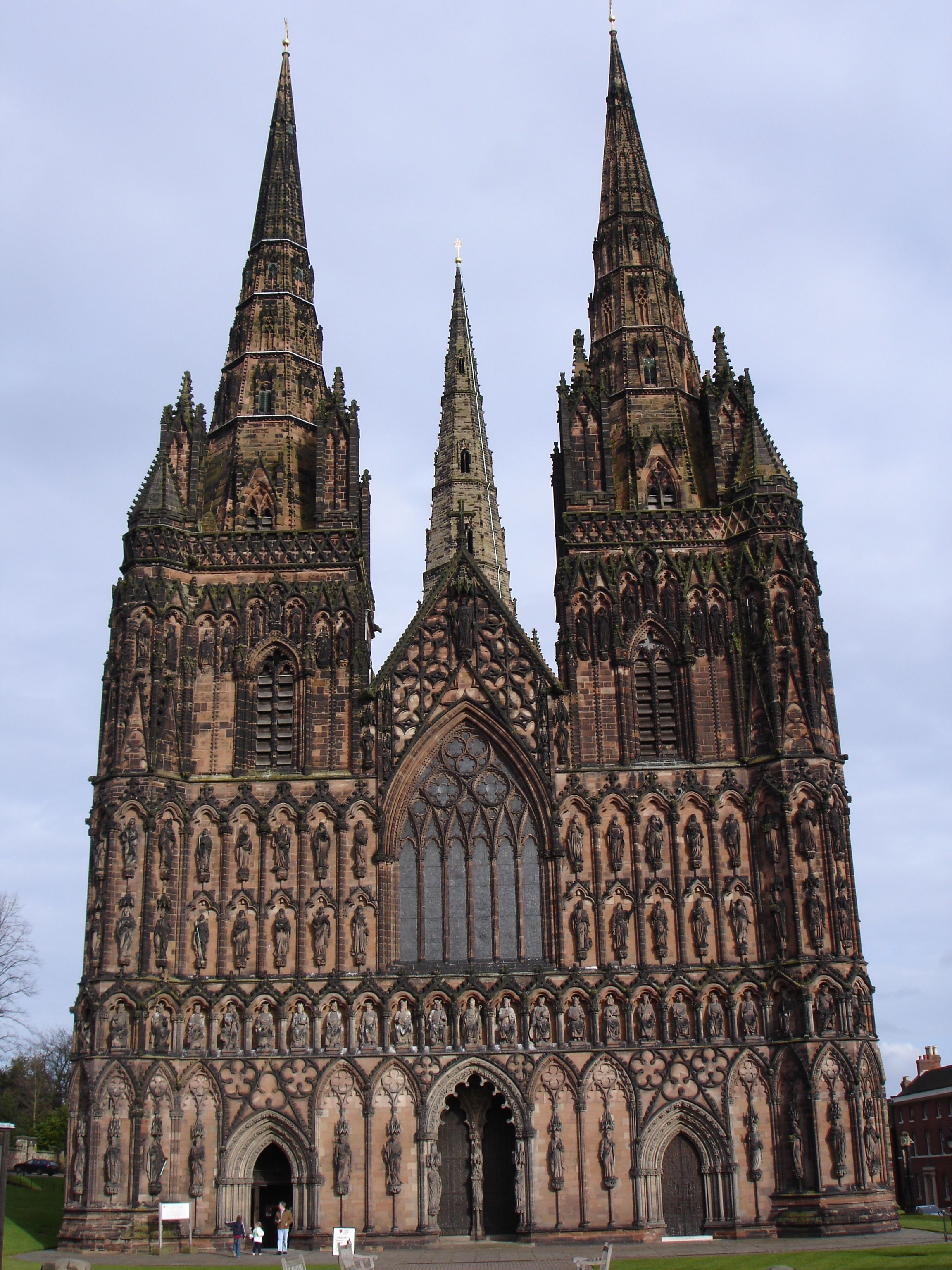
La cattedrale di Lichfield

- Alton Towers, parco di divertimenti
- Birmingham and Fazeley Canal
- Blithfield Hall, residenza elisabettiana di campagna con facciata gotica.
- Caldon Canal, canale di circa 29 km costruito nel 1779.
- Cannock Chase, area di bellezza naturale con resti di archeologia industriale legata allo sfruttamento delle miniere di carbone.
- Cattedrale di Lichfield
- Coventry Canal
- Croxden Abbey, resti di una abbazia cistercense a Croxen.
- Madeley Old Hall, edificio storico nel villaggio di Madeley.
- Moseley Old Hall, edificio storico di Featherstone legato a vicende della Guerra civile.
- Shugborough Hall, residenza di campagna ai margini del Cannock Chase.
- Biddulph Grange, casa con giardino del XIX secolo a Biddulph, nei pressi di Stoke-on-Trent.
- Eccleshall Castle
- Mow Cop Castle
- Rudyard Lake, riserva d'acqua potabile costruita nel 1798.
- Shropshire Union Canal, canale che collega Wolverhampton con il fiume Mersey.
- Stafford Castle
- Stoke-on-Trent Garden Festival
- Tamworth Castle
- Trent
- Trent and Mersey Canal, canale che collega il Trent con la Mersey con gli imponenti tunnel di Harecastle.
- Trentham Gardens, giardini all'italiana ai margini di Stoke-on-Trent.
- Tutbury Castle
- Weston Park, residenza con un parco di 4 km² a Weston-under-Lizard.